# Румия (журнал)
«Румия» (англ. Rumiyah от араб. رومية‎) — журнал Исламского государства (ИГ), выпускаемый в интернете в нескольких языковых версиях — на английском, турецком, уйгурском, пуштунском, русском, немецком, индонезийском и французском языках. Издаётся медиацентром Al-Hayat. Первый номер вышел в сентябре 2016 года. Название журнала происходит от арабского названия Рима (Рум), который символизирует собой столицу давнего соперника ислама, христианства, и мощь западной цивилизации.
По состоянию на январь 2017 года вышло 5 номеров журнала. В феврале 2017 года в интернете появился фальшивый номер «Румии», ИГ предупредило сторонников, чтобы они не загружали его. На каналах сторонников ИГ высказывается версия, что фальшивые номера выпущены спецслужбами ЦРУ или ФСБ, чтобы определить тех, кто читает такие издания. Ранее выходил фальшивый номер журнала «Дабик».

## Содержание
В англоязычной версии первого номера 38 страниц. На обложке размещён портрет официального представителя ИГ Абу Мухаммада аль-Аднани, ранее погибшего в Сирии, с целью почтить его память. По сравнению с последним номером другого журнала ИГ «Дабик» в «Румие» гораздо больше материалов религиозного характера, нежели военного. Представлено множество цитат из Корана и хадисов, рассуждения о столпах ислама, смерти и загробной жизни. Приводится информация из исламских текстов о рае, о зданиях в нём, встречающихся там людях и их жизни, фантастических реках и деревьях. В журнале говорится, что людские потери (даже смерть пророка Мухаммеда) не могут сорвать божественно предначертанный план.
Журнал пишет, что «мусульмане в настоящее время живут в дар аль-куфр (земле неверия), и проливать кровь кафиров (неверных) разрешено». На его страницах содержатся призывы нападать на «неверных» — обычных жителей западных стран: «Это касается едущего на работу на такси бизнесмена, отправившейся на поезде в парк молодежи и старика, который стоит в очереди за сандвичем. Годится даже кровь неверного, который продает цветы прохожим с прилавка на улице». Этот фрагмент проиллюстрирован фотографией пожилого уличного флориста из Англии, который сказал, что шокирован появлением своего фото в журнале.
Последователям ИГ в Австралии предлагается атаковать конкретные объекты, включая Мельбурн Крикет Граунд и Сидней Крикет Граунд, а также Сиднейский оперный театр. Относительно России журнал пишет, что последние атаки сторонников ИГ «усиливают давление» на российское правительство, которое борется с экономическим кризисом.

## Оценки
По мнению эксперта из Университета Джорджии, выход нового журнала связан со стремлением ИГ «переосмыслить пропаганду и сделать её более централизованной». Израильский эксперт по терроризму Рита Кац отметила сходство «Румии» с еженедельным изданием на арабском языке «Ан-Наба».
Возможно, «Румия» призвана заменить журнал «Дабик», который в последние месяцы выходит нерегулярно, а турецкие войска приближаются к городу на севере Сирии, от которого журнал берёт название. Однако британская Independent, ссылаясь на мнение аналитиков в Твиттер и Телеграм, считает, что это маловероятно: «Румие» недостаёт апокалиптической риторики «Дабика», новый журнал основан на повторно переработанном материале, не имеет объединяющей темы для других средств пропаганды ИГ, а также значительно меньше по объёму.